# Франческо Барберини-старши
Франческо Барберини-старши – италиански кардинал. Издигнат поради практиката на непотизъм. Племенник на римския папа Урбан VIII, кардинал Антонио Барберини-старши и кардинал Лоренцо Магалоти. Брат на Антонио Барберини-младши. Чичо на кардинал Карло Барберини. Пра-чичо на кардинал Франческо Барберини-младши. Събирател на древности и меценат. Вицедекан на свeщената колегия на кардиналите (23 септември 1652 г. — 11 октомври 1666); Декан на Свeщената коллегии на кардиналите (11 октомври 1666 — 10 декември 1679).
След смъртта на чичо му (1644) и възкачването на Джовани Батиста Памфили като папа Инокентий X на папския трон, Барберини изпада в немилост. Обвинен е в незаконно забогатяване за сметка на папската хазна по време на Първата война с княжество Кастро. Той и братята му Антонио И Тадео са осъдени на изгнание и бягат при кардинал Мазарини в Париж. Всичките им имоти са конфискувани. През 1648 г. Инокентий е принуден да преосмисли политиката си спрямо Франция и позволява на Франческо, Антонио и Тадео Барберини да се върнат в Рим. Имотите им са частично върнати .